# Jasper Yeuell
Jasper Herbert Yeuell (* 23. März 1925 in Bilston; † 1. Juli 2003 in Hastings) war ein englischer Fußballspieler. Als rechter Verteidiger war er im erweiterten Kader des FC Portsmouth, der in den Jahren 1949 und 1950 zwei englische Meisterschaften in Serie gewann, absolvierte dabei aber nur 12 von 84 Ligapartien.

## Karriere
Yeuell spielte zunächst in seiner Wolverhamptoner Heimat auf Amateurbasis für den Zweitligisten West Bromwich Albion. Dort wusste er jedoch nicht zu überzeugen und so blieb ihm ein Profivertrag vorenthalten. Dass er im August 1946 dann sogar mit dem FC Portsmouth einen Erstligisten als neuen Verein fand, lag an Bob Jackson. Jackson war zu dieser Zeit zuständig als Scout für „Pompey“ und hatte zuvor Yeuell bereits für seinen damaligen Klub Worcester City engagiert, nachdem dieser zu Kriegszeiten in den nahegelegenen Norton Barracks stationiert gewesen war.
Sein erstes Spiel absolvierte er als linker Verteidiger am Boxing Day 1946 anlässlich einer 0:2-Heimniederlage gegen den FC Arsenal und profitierte dabei vom verletzungsbedingten Ausfall von Harry Ferrier. Es blieb Yeuells einzige Partie für Portsmouth in der Saison 1946/47, aber als Ferrier in der anschließenden Spielzeit 1947/48 gleich für drei Monate ausfiel, eröffnete sich die nächste Bewährungschance. Ferrier wurde nunmehr von Phil Rookes, der normalerweise rechts spielte, vertreten und Yeuell absolvierte auf der gewohnten rechten Außenbahn vierzehn Partien in Serie. Yeuell erschien im Vergleich zu seinen Mannschaftskameraden in der Abwehr vergleichsweise schmächtig, wusste aber dennoch durch eine gute Zweikampfführung zu überzeugen. Als sich dann in der kommenden Meistersaison 1948/49 wiederum Rookes verletzte, folgte eine weitere ununterbrochene Folge von elf Pflichtspielen. Dazu zählte die Halbfinalpartie im FA Cup gegen den Zweitligisten Leicester City. Portsmouth verlor als Erstligatabellenführer überraschend mit 1:3 und Yeuell, der sich zudem später gegen Arsenal verletzte, wurde in den abschließenden Saisonpartien durch Billy Hindmarsh ersetzt. Dennoch erhielt er einen besonderen Applaus während der Meisterschaftsfeierlichkeiten, als das Publikum nach der Präsentation der Trophäe durch die Stammspieler nach dem letzten ihm rief. Als Portsmouth in der Saison 1949/50 den Titel verteidigte, kehrte Yeuell zunächst in die Startelf zurück, erlitt dann aber im dritten Saisonspiel gegen den FC Blackpool eine Oberschenkelverletzung, die erneut den Weg für Hindmarsh freimachte. Weiteres Ungemach ereilte ihn in einer Partie der Reservemannschaft gegen die Zweitvertretung von Charlton Athletic. Hier erlitt Yeuell einen Knieschaden, in deren Folge ein Knorpel operativ entfernt musste und der letztlich seiner Profikarriere in Portsmouth das Ende bereitete. Er absolvierte nur noch leichtes Training und agierte ausschließlich in der Reservemannschaft, bevor er im August 1952 für eine Ablösesumme von 4.000 Pfund beim Zweitligisten FC Barnsley einen neuen Anlauf nahm.
Yeuell debütierte für die „Tykes“ im August 1952 gegen die Doncaster Rovers (1:1) und insgesamt absolvierte er 20 Pflichtspiele in der Saison 1952/53. Sein Platz auf der rechten Abwehrseite war jedoch stets umkämpft und so musste er sich der Konkurrenz von Barrie Betts und Joe Thomas stellen. Bereits im Juli 1953 ließ Barnsley ihn wieder ziehen und so heuerte dieser in der Southern League beim FC Weymouth an. Spätere bekannte Stationen waren Hastings United und Tunbridge Wells United, wobei er in Hastings im Alter von 78 Jahren im Sommer 2003 verstarb.